# Palazzo Metternich
Il Palazzo Metternich è un edificio storico di Vienna, appartenuto al Gran Cancelliere, Principe Klemens von Metternich. Oggi è sede dell'Ambasciata d'Italia in Austria.

## Descrizione

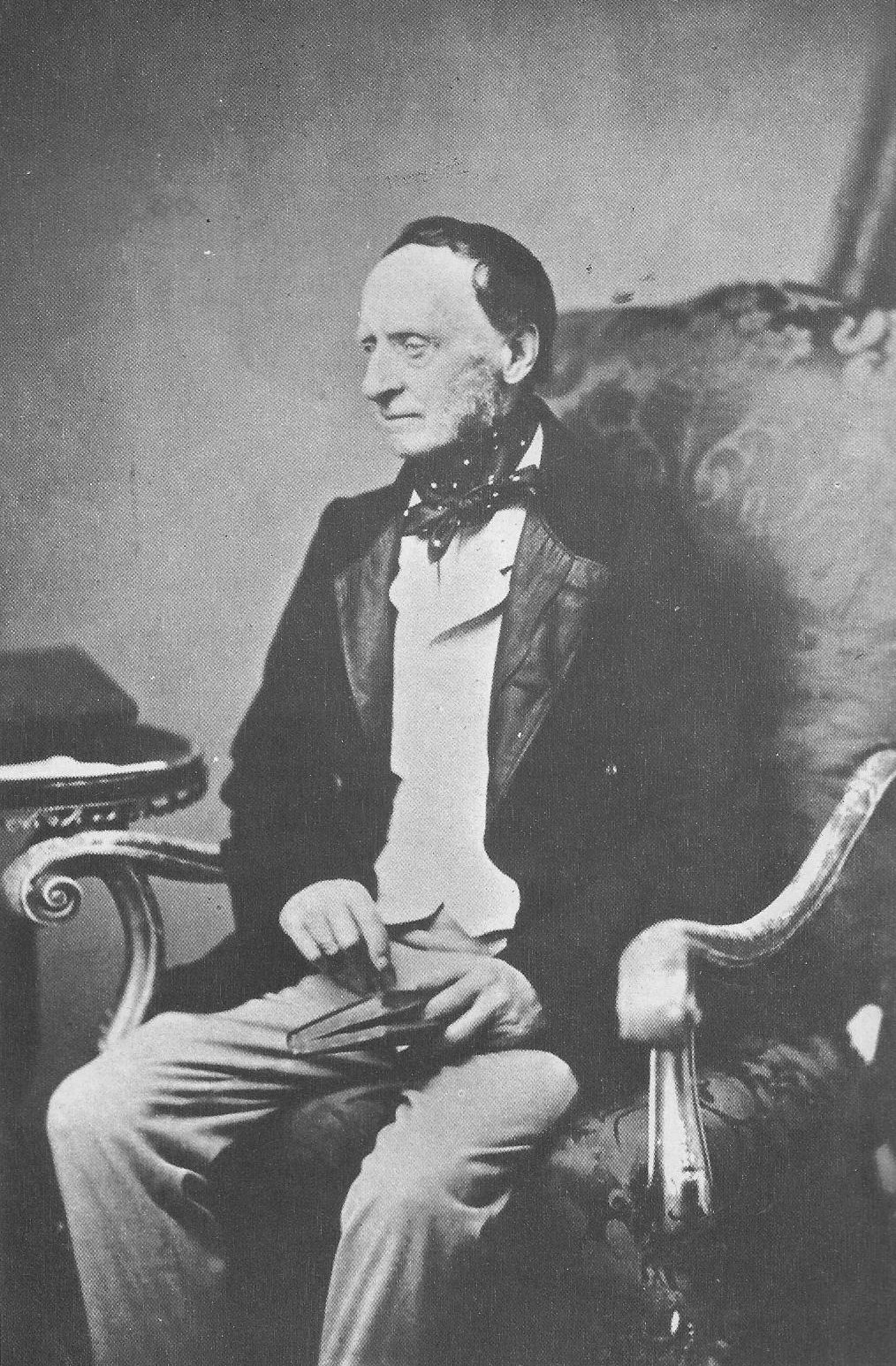
Il principe Klemens von Metternich in una foto degli ultimi anni della sua vita.

Il Palazzo si affaccia sulla Rennweg, da cui è visibile la cupola della Chiesa delle Salesiane, area in cui von Metternich aveva ereditato una vasta proprietà. La vita politica del principe lo teneva lontano da Vienna, sia come diplomatico che come ministro degli esteri.
Nel 1815 Metternich ordinò la costruzione in mezzo al giardino, da un architetto ignoto, tra il palazzo d'estate e l'adiacente proprietà, un piccolo edificio a un piano con pianta a croce. Questa costruzione recava la scritta "Villa Metternich", che fu ristrutturata con un ampliamento nel 1837, poiché doveva conservare la collezione di opere d'arte del principe.
Successivamente Von Metternich acquistò un terreno adiacente dove avviò 1846 e il 1848 la costruzione di un vero e proprio palazzo, affidata Johann Romano von Ringe e August von Lanauberg (tramite la conoscenza di Carl Alexander von Hügel). Il progetto fu attuato da Franz Schlierholz, su modello cinquecentesco romano, e i due architetti dettero inizio allo storicismo viennese, lavorando sul progetto del palazzo.Esso è concepito come un blocco squadrato a pianta rettangolare che si richiama il Palazzo Farnese di Roma: nella concezione ispiratrice è quindi l'opposto della villa, aperta all'aria, alla luce e al verde dei giardini.
A seguito di una violenta irruzione e protesta degli abitanti, del 13 marzo 1848, il palazzo venne ristrutturato e completato dalla famiglia del Gran Cancelliere, che era fuggito, ritornandovi poi per viverci fino alla morte, avvenuta nel 1859.
Nel 1908, il Governo Italiano avviò una trattativa di acquisto tramite il duca Giuseppe Avarna, dopo il sequestro austriaco, per il prezzo di un milione di corone austriache per insediarvi la sede dell'Ambasciata del Regno (fino ad allora situata a Palazzo Palffy), aggiungendo un nuovo blocco in cui venne adibita una sala da ballo. Un ulteriore rinnovamento venne fatto al secondo piano nel 1969.

## Architettura
La pianta, originariamente rettangolare, è a L, dopo l'aggiunta di un'ulteriore corpo. Gran parte degli stucchi e delle caratteristiche conservano il valore originale del periodo di costruzione ottocentesco.